# Palmorchis trinotata
Palmorchis trinotata är en orkidéart som beskrevs av Robert Louis Dressler. Palmorchis trinotata ingår i släktet Palmorchis och familjen orkidéer.
Artens utbredningsområde är Panamá. Inga underarter finns listade i Catalogue of Life.